# Obra pública

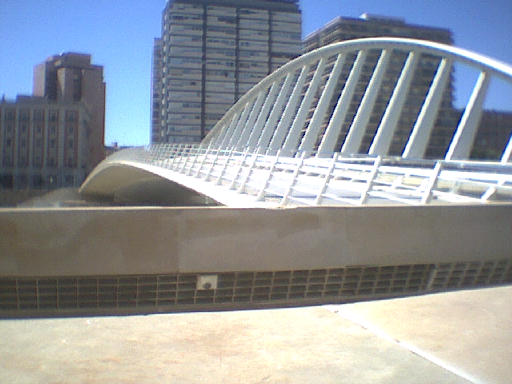
Puente de la exposición en Valencia.

Se denomina obra pública a todos los trabajos de construcción, ya sean infraestructuras o edificación, promovidos por una administración de gobierno  (en oposición a la obra privada) teniendo como objetivo el beneficio de la comunidad.
Existen dos tipos de contratación para la obra pública: Contratación Directa o Licitación Pública (concurso de precios). En esta última, distintas empresas pueden presentarse al concurso debiendo realizar una propuesta proyectual y una propuesta económica. El proyecto que mejor se adecue a las necesidades del comitente será el ganador y la empresa que lo presentó, será la encargada de ejecutar la obra.
Entre las principales obras públicas se encuentran:
- Infraestructuras de transporte, que incluye el terrestre (autopistas, autovías, carreteras, caminos), el marítimo o fluvial (puertos, canales), el transporte aéreo (aeropuertos), el ferroviario y el transporte por conductos (oleoductos).
- Infraestructuras hidráulicas (presas, redes de distribución, depuradoras).
- Infraestructuras urbanas, incluye calles, parques, alumbrado público, etc.
- Edificios públicos ya sean educativos, sanitarios, oficinas o para otros fines.